# 林進忠
林進忠，字晴嵐，1951年生於臺灣臺中霧峰，臺灣書畫家。日本國立筑波大學藝術研究所碩士畢業，歷任國立臺灣藝術大學教授兼書畫藝術學系系主任、美術學院院長、副校長等職。現為國立臺灣藝術大學榮譽教授，書畫藝術學系兼任教授。

## 生平
林進忠生於1951年臺中霧峰。1967年就讀嘉義師範學校，受甄溟、陳丁奇教授啟蒙，學習中國繪畫與書法。1970年自嘉義師範學校普通師範科畢業後，任教台中縣烏日鄉喀哩國小，服務3年。1973年至1976年就讀國立臺灣藝術專科學校美術科、1981年至1983年就讀中國文化大學美術系。續於1985年旅日留學，研究先秦書法與佛教藝術，並發展獨特的「楚帛書」篆書風格，1989年取得日本國立筑波大學藝術研究所藝術學碩士學位。後於1989至1996年，任教於東方工商美術工藝科專任講師、副教授。此後陸續於國立臺灣藝術學院美術系、臺灣藝術大學書畫系專任教授兼研發長、書畫藝術學系第二任（2005年—2008年）及第三任（2008年—2010年）系主任、造形藝術研究所所長、2010年任臺藝大美術學院院長、2015年任臺藝大副校長等職務，服務至屆齡退休。長年從事中國美術史論研究、書畫創作及藝術教育，作品曾獲中山文藝獎、中興文藝獎、文藝金獅獎等獎項。

## 創作風格
水墨繪畫創作多取材自日常生活所見景象，例如山水、花鳥、人物、走獸等，尤其水牛畫神情與樣態兼備，為其特色。書法方面，擅長各體書法，筆鋒蒼勁有力，將其對出土簡帛戰國秦楚文字之研究，融會於書藝之中，發展出獨特的書風。